# Morti nel 1973/Dicembre
| Questa pagina contiene informazioni ricavate automaticamente dalle voci biografiche con l'ausilio del template Bio e di un bot. L'aggiornamento è periodico e automatico e ricostruisce completamente la pagina. Se manca una persona in questa lista, sei pregato di non aggiungerla, ma accertati piuttosto che la sua voce biografica contenga il template Bio e che i dati anagrafici siano correttamente compilati. Se il template Bio manca, inseriscilo tu stesso o, in alternativa, metti l'avviso {{tmp\|Bio}} che ne segnala la mancanza. Se i dati riportati sono sbagliati, correggi direttamente la voce biografica; le modifiche saranno visibili in questa lista entro pochi giorni. Per chiarimenti vedi il progetto biografie. La lista contiene solo le 105 persone che sono citate nell'enciclopedia e per le quali è stato implementato correttamente il template Bio. Pagina aggiornata al 3 mar 2024. |

- 1º dicembre - David Ben Gurion, politico polacco (n. 1886)
- 1º dicembre - Bruno Brivonesi, ammiraglio italiano (n. 1886)
- 1º dicembre - Willem Hesselink, allenatore di calcio e calciatore olandese (n. 1878)
- 2 dicembre - Giacomo Carboni, generale italiano (n. 1889)
- 2 dicembre - Ivan Slezjuk, vescovo cattolico ucraino (n. 1896)
- 3 dicembre - József Darvas, scrittore e politico ungherese (n. 1912)
- 3 dicembre - Adolfo Ruiz Cortines, politico e militare messicano (n. 1890)
- 3 dicembre - Aleardo Ward, attore italiano (n. 1915)
- 4 dicembre - Lauri Lehtinen, mezzofondista finlandese (n. 1908)
- 4 dicembre - Michael O'Shea, attore statunitense (n. 1906)
- 5 dicembre - Guido Favati, poeta e critico letterario italiano (n. 1920)
- 5 dicembre - Vojeslav Molè, storico dell'arte e poeta sloveno (n. 1886)
- 5 dicembre - Vera Rol, attrice e soubrette italiana (n. 1920)
- 5 dicembre - Robert Watson-Watt, inventore britannico (n. 1892)
- 6 dicembre - Adile Sultan, principessa ottomana (n. 1887)
- 6 dicembre - Isabella d'Asburgo-Teschen, nobile austriaca (n. 1887)
- 6 dicembre - Giuseppe Galluzzi, calciatore e allenatore di calcio italiano (n. 1903)
- 6 dicembre - Giuseppe Guido Lo Schiavo, giurista, magistrato e scrittore italiano (n. 1899)
- 6 dicembre - Antonino Pagliaro, iranista, glottologo e filosofo italiano (n. 1898)
- 6 dicembre - Olinda Yip, cestista peruviana (n. 1930)
- 7 dicembre - Aleksandr Gorbatov, generale sovietico (n. 1891)
- 7 dicembre - Henri Le Saux, monaco cristiano francese (n. 1910)
- 7 dicembre - Alfredo Rigodanzo, partigiano italiano (n. 1922)
- 7 dicembre - Eino Soinio, calciatore finlandese (n. 1894)
- 8 dicembre - Şehzade Mehmed Abid, principe ottomano (n. 1905)
- 8 dicembre - Robert Juranic, calciatore austriaco (n. 1904)
- 8 dicembre - Theo Schetters, calciatore olandese (n. 1896)
- 8 dicembre - Carlo Vittorio di Wied, nobile albanese (n. 1913)
- 9 dicembre - Giovanni Caviglia, calciatore italiano (n. 1902)
- 9 dicembre - Fernand Desonay, linguista belga (n. 1899)
- 9 dicembre - Mary Fuller, attrice e sceneggiatrice statunitense (n. 1888)
- 9 dicembre - Urbain Wallet, calciatore francese (n. 1899)
- 9 dicembre - Eva Zona, critica letteraria e traduttrice italiana (n. 1888)
- 10 dicembre - Luigina Bonfanti, velocista e lunghista italiana (n. 1907)
- 10 dicembre - Earle Foxe, attore statunitense (n. 1891)
- 11 dicembre - Angiolo Gabrielli, ciclista su strada italiano (n. 1894)
- 11 dicembre - Libera Trevisani Levi-Civita, matematica italiana (n. 1890)
- 11 dicembre - Karin de Laval, traduttrice svedese (n. 1894)
- 12 dicembre - Celso Cicognani, politico italiano (n. 1901)
- 12 dicembre - Umberto Franzosi, pittore italiano (n. 1892)
- 12 dicembre - Atilio García, calciatore argentino (n. 1914)
- 12 dicembre - Ranald MacDougall, sceneggiatore e regista statunitense (n. 1915)
- 13 dicembre - Giuseppe Beltrami, cardinale, arcivescovo cattolico e diplomatico italiano (n. 1889)
- 13 dicembre - Henry Green, scrittore britannico (n. 1905)
- 13 dicembre - Dick Tol, calciatore olandese (n. 1934)
- 13 dicembre - Allie Wrubel, compositore statunitense (n. 1905)
- 14 dicembre - Giovanni Battista Adonnino, avvocato e politico italiano (n. 1889)
- 14 dicembre - Giuseppe Aventi, antifascista, saggista e giornalista italiano (n. 1893)
- 14 dicembre - Gabriel Cochet, generale francese (n. 1888)
- 14 dicembre - Heinrich Kirchheim, generale tedesco (n. 1882)
- 14 dicembre - Johannes Baptist Neuhäusler, vescovo cattolico, teologo e attivista tedesco (n. 1888)
- 15 dicembre - Lodovico Gambara, pediatra, giornalista e saggista italiano (n. 1898)
- 15 dicembre - Kurt Meißner, calciatore tedesco (n. 1897)
- 16 dicembre - Franz Xaver Fuhr, pittore tedesco (n. 1898)
- 16 dicembre - Fernando Pascoal Neves, calciatore portoghese (n. 1947)
- 17 dicembre - Charles Greeley Abbot, astrofisico e astronomo statunitense (n. 1872)
- 17 dicembre - Riccardo Carbone, fotografo e fotoreporter italiano (n. 1897)
- 17 dicembre - Amleto Giovanni Cicognani, cardinale italiano (n. 1883)
- 17 dicembre - André Goeuriot, cestista francese (n. 1921)
- 17 dicembre - Olga Resnevič Signorelli, giornalista, biografa e traduttrice russa (n. 1883)
- 17 dicembre - Sjef van Run, calciatore olandese (n. 1904)
- 17 dicembre - Great Togo, wrestler statunitense (n. 1911)
- 17 dicembre - Antonio Zara, militare italiano (n. 1953)
- 18 dicembre - Generoso Jodice, politico italiano (n. 1905)
- 19 dicembre - Emilio Niero, pittore italiano (n. 1927)
- 19 dicembre - Philip Sachs, allenatore di pallacanestro statunitense (n. 1902)
- 20 dicembre - Raffaele Cadorna, generale e politico italiano (n. 1889)
- 20 dicembre - Luis Carrero Blanco, ammiraglio e politico spagnolo (n. 1904)
- 20 dicembre - Bobby Darin, cantante e attore statunitense (n. 1936)
- 20 dicembre - Käthe von Nagy, attrice ungherese (n. 1904)
- 20 dicembre - Federico Vittore Nardelli, scrittore e ingegnere italiano (n. 1891)
- 22 dicembre - Virgil Exner, designer statunitense (n. 1909)
- 22 dicembre - Chieko Naniwa, attrice giapponese (n. 1907)
- 22 dicembre - Irna Phillips, autrice televisiva statunitense (n. 1901)
- 23 dicembre - James Anderson, tennista australiano (n. 1894)
- 23 dicembre - Gerard Peter Kuiper, astronomo olandese (n. 1905)
- 23 dicembre - Otto Montag, calciatore tedesco (n. 1897)
- 24 dicembre - Sergei Chakhotin, biologo, sociologo e attivista tedesco (n. 1883)
- 24 dicembre - Vittoria Crispo, attrice italiana (n. 1900)
- 24 dicembre - Utahna La Reno, attrice statunitense (n. 1904)
- 24 dicembre - Pietro Romani, politico italiano (n. 1885)
- 24 dicembre - Bruno Wolke, ciclista su strada tedesco (n. 1904)
- 25 dicembre - Leona Anderson, attrice statunitense (n. 1885)
- 25 dicembre - Manlio Livio Cassandro, medico e politico italiano (n. 1924)
- 25 dicembre - İsmet İnönü, generale e politico turco (n. 1884)
- 25 dicembre - Gabriel Voisin, pioniere dell'aviazione francese (n. 1880)
- 26 dicembre - Steven Geray, attore ungherese (n. 1904)
- 26 dicembre - William Haines, attore e antiquario statunitense (n. 1900)
- 26 dicembre - Harold Hotelling, statistico statunitense (n. 1895)
- 26 dicembre - Federigo Melis, storico italiano (n. 1914)
- 26 dicembre - Carlo Savonuzzi, ingegnere italiano (n. 1897)
- 27 dicembre - Mario Chiaudano, storico italiano (n. 1889)
- 27 dicembre - Umberto Visetti, militare italiano (n. 1897)
- 28 dicembre - Aleksandr Arturovič Rou, regista sovietico (n. 1906)
- 29 dicembre - Willy Birgel, attore tedesco (n. 1891)
- 30 dicembre - Henri Büsser, compositore, organista e direttore d'orchestra francese (n. 1872)
- 30 dicembre - Marcel Gensoul, ammiraglio francese (n. 1880)
- 30 dicembre - Michail Michajlovič Somov, esploratore e oceanografo russo (n. 1908)
- 31 dicembre - Mario Boero, pallanuotista italiano (n. 1893)
- 31 dicembre - Ettore Caccia, critico letterario e italianista italiano (n. 1925)
- 31 dicembre - Vito Carmelo Colamonico, geografo italiano (n. 1882)
- 31 dicembre - Vincent Victor Dereere, vescovo cattolico belga (n. 1880)
- 31 dicembre - Rita Flynn, attrice statunitense (n. 1905)
- 31 dicembre - A. Edward Sutherland, regista, attore e produttore cinematografico statunitense (n. 1895)
- 31 dicembre - Alfrēds Verners, calciatore e hockeista su ghiaccio lettone (n. 1912)